# Charquemont
Charquemont is een gemeente in het Franse departement Doubs (regio Bourgogne-Franche-Comté). De plaats maakt deel uit van het arrondissement Montbéliard. Charquemont telde op 1 januari 2022 2.867 inwoners.

## Geografie
De oppervlakte van Charquemont bedraagt 21,44 vierkante kilometer; de bevolkingsdichtheid is 128 inwoners per km² (per 1 januari 2019). De gemeente grenst in het oosten aan Zwitserland.
De onderstaande kaart toont de ligging van Charquemont met de belangrijkste infrastructuur en aangrenzende gemeenten.

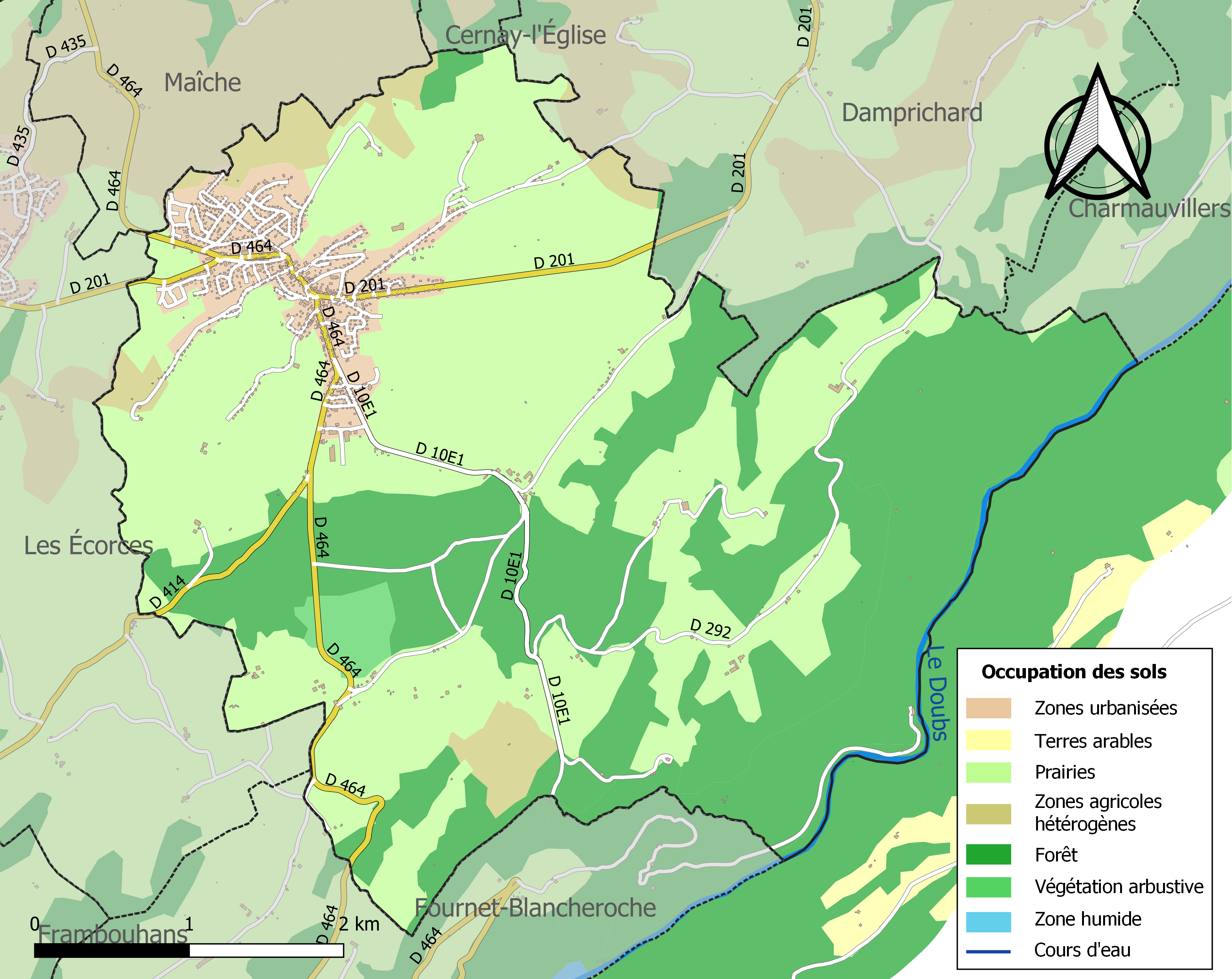

## Demografie
Onderstaande figuur toont het verloop van het inwonertal (bron: INSEE-tellingen).